# Notre-Dame-des-Drus

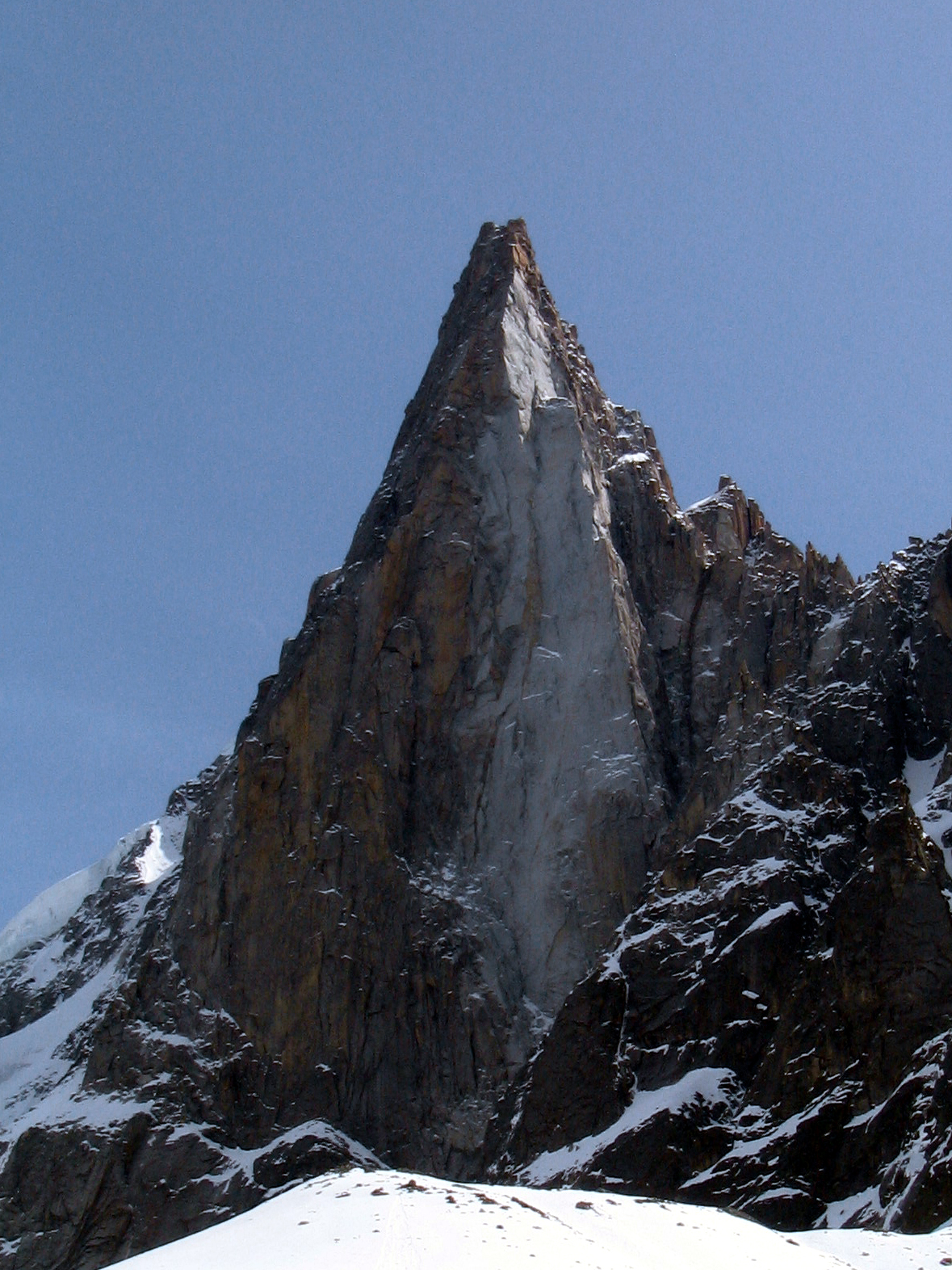
Les Drus vus de la Mer de Glace, mai 2006

Notre-Dame-des-Drus est le nom de la statue de la Vierge installée au sommet du Petit Dru, pic montagneux situé sur la commune française de Chamonix (région Rhône-Alpes), à 3 730 m d'altitude. 

## Historique
Il s'agit d'une reproduction de Notre-Dame-de-Lourdes en aluminium creux, mesurant près d'un mètre et pesant 13 kilos ; c'est une certaine Mme Kuntz qui l'a offerte. Cette première statue a été montée le 14 septembre 1913 par Camille Simond et Roberts Charlet-Straton, qui tentèrent d'abord d'installer la statue d'une Vierge au sommet du Petit Dru, ce qui fut impossible en raison du mauvais temps, et qui la cachèrent alors dans une anfractuosité à 3 700 m. Elle ne sera sortie de sa cachette et scellée qu'en 1919 par cinq guides de la même famille, tous d'Argentière : Alfred, Arthur, Camille, Joseph et Jules-Félicien Ravanel, accompagnés par l'abbé Alexis Couttin, curé d'Argentière. Ils la portèrent au sommet du Petit Dru (pointe Charlet) où elle fut scellée, et où l'abbé la bénit.
Ayant disparu après la seconde guerre mondiale, elle fut remplacée par une nouvelle statue.
On accède au sommet du Petit Dru à partir du refuge de la Charpoua.